# Luis Paz
Luis Carlos Paz Moreno, né le 25 juin 1942 à Cali et mort le 27 juin 2015, est un joueur de football colombien, qui évoluait au poste de milieu de terrain.

## Biographie

### Carrière en club
Avec le club du Deportivo Cali, il remporte un titre de champion de Colombie.

### Carrière en sélection
Avec l'équipe de Colombie, Luis Carlos Paz figure dans le groupe des sélectionnés lors de la Coupe du monde de 1962. Il ne joue toutefois aucun match lors de cette compétition, mais compte une cape internationale contre l'Angleterre en 1970.

## Palmarès
Deportivo Cali
- Championnat de Colombie (1) :
  - Champion : 1967.